# William Booth Taliaferro
William Booth Taliaferro (Contea di Gloucester, 28 dicembre 1822 – Contea di Gloucester, 27 febbraio 1898) è stato un generale e avvocato statunitense degli Stati Confederati d'America.

## Gioventù
William Booth Taliaferro nacque nella Contea di Gloucester, in Virginia, da un'importante famiglia italiana trasferitasi in Inghilterra e poi emigrata in Virginia nel corso del XVII secolo. Era nipote di James A. Seddon, che sarebbe diventato Segretario di Stato della Stati Confederati d'America (CSA) sotto la presidenza di Jefferson Davis. Taliaferro studiò nella Harvard University e nel William and Mary College, diplomandosi in quest'ultimo nel 1841.
Taliaferro si arruolò nell'Esercito degli Stati Uniti durante la guerra messico-statunitense, combattendo nell'11° e nel 9º reggimento di fanteria. Al termine della guerra, Taliaferro entrò nella vita pubblica, servendo in qualità di membro della Virginia House of Delegates e come autorevole sostenitore della campagna presidenziale condotta da James Buchanan nel 1856. Proseguì la sua carriera militare come comandante di Divisione della milizia dello Stato della Virginia, avendo il comando di Harper's Ferry (Virginia Occidentale) dopo il raid compiuto contro l'arsenale della città da John Brown.

## Guerra di Secessione
Taliaferro divenne comandante della Milizia di Stato (un'antenata della Guardia Nazionale di oggi) della Virginia, a seguito della secessione di quest'ultima nel 1861; più tardi assunse invece il comando del 23º Reggimento Fanteria col grado di colonnello. Combatté in numerose occasioni nel 1861 e alla fine della guerra civile era diventato Brigadier generale e al comando di una Brigata, impegnandola nella battaglia del fiume Greenbrier, in quella che attualmente è la Virginia Occidentale.
La Brigata di Taliaferro fu agli ordini del Maggior Generale Thomas J. "Stonewall" Jackson alla fine del 1861. Rimase con Jackson per alcuni anni, prima di essere promosso al comando di una Divisione nel 1862. Taliaferro fu gravemente ferito nella Seconda Manassas - che gli Unionisti chiamano Seconda battaglia di Bull Run, preferendo indicare i centri più vicini dove lo scontro ebbe luogo, anziché i fiumi più vicini come facevano i Confederati - ma tornò in prima linea in tempo per partecipare alla battaglia di Fredericksburg, la sua ultima battaglia agli ordini di Stonewall Jackson.
Taliaferro fu un comandante severo e distaccato, cosa che gli alienò le simpatie di molti suoi sottoposti e c'è almeno una circostanza nota in cui un appartenente alle sue truppe lo aggredì, sebbene Taliaferro rimanesse illeso. Taliaferro, irritato del comando del generale Jackson, si lamentò coi suoi colleghi politici virginiani circa le tattiche di Jackson e il trattamento che riservava ai suoi uomini. Jackson obiettò in seguito alla promozione di Taliaferro a Brigadier Generale, quando Taliaferro era ancora sotto il comando di Jackson; Tuttavia Stonewall Jackson, da sapiente generale, non mise mai in discussione la leadership di Taliaferro e la sua abilità militare. Jackson in seguito scelse Taliaferro per comandi divisionali temporanei per specifiche esigenze belliche.
Dopo Fredericksburg, a Taliaferro fu affidato il comando del Distretto di Savannah (Georgia) e fu quindi in grado di guidare le sue truppe nella battaglia di Fort Wagner sulla Morris Island: una battaglia che è stata ricordata nel film Glory - Uomini di gloria. Taliaferro fu elogiato per la sua condotta in questo fatto d'armi.
Nel 1864 Taliaferro ebbe il comando di tutte le forze del Distretto orientale della Florida, che lo rese il generale di grado più alto in azione nella Battaglia di Olustee in quel mese di febbraio del 1864. Tornò poi in Carolina del Sud, dove fu fatto comandante di tutte le forze di quello Stato. Taliaferro era ancora in comando quando il Magg. Gen. William T. Sherman entrò in quello Stato passando per Savannah. Taliaferro tornò in Virginia quando l'Armata della South Carolina, della Georgia e della Florida si arresero più tardi quell'anno.

## Carriera postbellica
Dopo la guerra, Taliaferro visse nella Gloucester County. Servì ancora il suo Stato come giudice e sedette nel consiglio d'amministrazione del College di William e Mary e nel Virginia Military Institute. Morì nella sua casa, "Dunham Massie", all'età di 75 anni, e fu sepolto nel Ware Church Cemetery a Gloucester County (Virginia). Il suo carteggio è conservato nella Earl Gregg Swem Library del College di William e Mary.

## Componenti illustri della sua famiglia
Bartholomew Taliaferro (Venezia, 1530 - Londra, settembre 1601) sposò Joane Lane il 1º gennaio del 1583 a St. Michael's, Cornhill (Londra). La coppia ebbe come discendenti i cugini Brig. Gen. William Booth Taliaferro e i Magg. Gen. Dabney H. Maury (21 maggio 1822 – 11 gennaio 1900).
Entrambi i generali discendevano da Francis Taliaferro (nato forse nel 1589 a Londra).